# 대한불교원효종
대한불교 원효종(大韓佛敎元曉宗)은 1963년 12월 6일 경상북도 경주시 황오동에서 김경담(金敬潭) 스님이 창종하였으며 원효사상계(元曉思想系)에 속한 한국불교의 한 종파이다.
석가여래를 본존불로, 원광법사를 종조로, 《화엄경》을 소의경전으로 삼는다. 종지(宗旨)는 대승경전에 의한 견성성불 · 광도중생을 발원하며 원효대사의 정신을 계승 선양하는 것이다.
1965년 1월 15일 초대 종정에 정수용(鄭壽鎔) 종사가 선임되고 1965년 2월 포교원을 총본원으로 개칭했으며, 1967년 8월 본부를 경상북도 월성군 내남면 배리 495로 이전했다. 1970년 11월 민속신앙신도회를 구성하였으며, 1971년 8월경 정수용 종사를 2대 종정에 재추대하였다. 1971년 9월 총본원을 서울 서대문구 부암동에 임시 이전했다가 1973년 5월 20일 동대문구 창신동 안양암(安養庵)으로 정식 이전했다.
종전으로 1967년 5월 《원효종성전》을 발간하였고, 1973년 1월 일부 종헌을 개정했다.

## 참고 문헌
- 이 문서에는 다음커뮤니케이션(현 카카오)에서 GFDL 또는 CC-SA 라이선스로 배포한 글로벌 세계대백과사전의 내용을 기초로 작성된 글이 포함되어 있습니다.